# Гомон (1884)
Гомон (бел. Го́ман) — первая в Беларуси нелегальная газета на белорусском и русском языках.
Издавалась радикальными белорусскими студентами Петербургского университета в 1884 году в Минске, на гектографе. Выступала за автономию Беларуси.
В № 2 напечатала национальную программу партии «Народная воля» в которую входил Игнатий Гриневицкий.